# Саарбрюкен
Саарбрюкен (на немски: Saarbrücken – Заарбрюкен) е град в Германия, столица на провинция Саарланд, намиращ се на границата с Франция.
Саарбрюкен е университетски град, политически, икономически и културен център на Саарланд.
Площта на Саарбрюкен е 167,09 km², населението към 31 декември 2010 г. – 175 741 жители, а гъстотата на населението – 1052 д/km².
В миналото Саарбрюкен е индустриален и транспортен център за добив на въглища; фабриките произвеждат желязо и стомана, захар, бира, керамични и фаянсови изделия, оптически инструменти, машини и строителни материали. В последните десетилетия обаче индустриалното значение на Саарбрюкен намалява, тъй като вносът на въглища от по-бедни страни е по-евтин и икономически по-изгоден дори за германските компании.
Сред историческите паметници на града са каменният мост над река Саар (построен през 1546), готическата църква Св. Арнуал, замъкът Саарбрюкен от 18 век и старият град, известен като пазара Св. Йохан. През 1815 г. Саарбрюкен пада под властта на прусите и на два пъти през 20 век (1919 – 1935 и 1945 – 1957) е част от територията Саар под администрацията на Франция. Поради това, както и заради географската близост с Франция, градът запазва известно френско влияние.

## История
В последните векове преди новата ера територията на Саарбрюкен е обитавана от келтското племе на медиоматрикерите. С превземането на Галия от Цезар целият ляв бряг на Рейн е превзет от римляните.
Първото упоменаване на Саарбрюкен е от 999 г., когато император Ото III подарява на епископите на Мец замъка „castellum Sarabrucca“. През 1171 г. крепостта на брега на Саар е изградена изцяло отново и се появява ново селище. През 1546 г. император Карл V нарежда изграждането на Стария мост (Alte Brücke), който векове наред е най-важната връзка между Санкт Йохан и Саарбрюкен. Между 1604 и 1617 г. граф Лудвиг нарежда да бъде построен замък в ренесансов стил и дарява Лудвиговата гимназия.
По време на Тридесетгодишната война населението на града спада от 4500 жители през 1628 г. на 70 през 1637 г. През 1677 г. целият град с изключение на осем къщи е унищожен по време на войните на Луи XIV.
След 1741 г. в града има икономически подем. Мините за черни въглища са одържавени, създадени са мини за добив на желязо. Вследствие на това се появява редовна пощенска служба, развива се учебната система. Фюрст Вилхелм-Хайнрих подпомага изграждането на църкви и поръчва създаването на ежеседмичен вестник. Бароковият майстор Фридрих-Йоахим Щенгел работи в града и оказва силно влияние на външния му вид. Благодарение на него от руините на ренесансовия замъка изниква барокова резиденция. Други важни строежи с негово участие са църквата „Фрийденскирхе“ от 1745 г., старото кметство на площад „Шлосплац“ (1750) и католическата църква „Св. Йохан“ (1754). С израждането на църквата „Лудвигскирхе“ – една от най-значимите барокови постройки в Германия – през 1775 г. приключва дейността на Щенгел в Саарбрюкен.
През 1793 г. градът е окупиран от френски революционни войски. Бароковият замък е разграбен и гори до основите. Градът става френска територия до 1815 г., когато е присъединен към Кралство Прусия.
През 1852 г. през Саарбрюкен е изградена железопътна линия, свързаща пфалцката железница „Лудвигбан“ с източнофренската железница.
По време на германско-френската война от 1870/71 г. край града се провежда битката при Шпихерер Хьоен.
Между 1897 и 1900 г. под ръководството на архитекта Хауберисер е изградено кметството „Св. Йохан“.
На 1 април 1909 г. към Саарбрюкен са включени градовете Санкт Йохан и Малщат-Бурбах. Така населението на града става 105 000 жители и го прави петият най-голям германски град на левия бряг на Рейн.
По време на Първата световна война Саарбрюкен е основна област, през която минават войските за фронта от Вердюн до Вогезите. През 1915 г. градът е бомбардиран за първи път. Същевременно градът с новата си територия от 1909 г. получава нов герб – с лъва от Саарбрюкен, розата от Св. Йохан и чук, желязо и клещи от Малщат-Бурбах. През 1918 г. последните германски войски напускат града. Маршал Фох влиза в града с войските си.
По време на Втората световна война градът е бомбардиран няколкократно. Старият град на Саарбрюкен е разрушен почти изцяло. По време на войната са разрушени 11 000 къщи. В края на войната градъ е окупиран от американски войски и контролът е предаден на френското военно правителство.
От 1948 г. Саарбрюкен е столица на Саарланд.

## География
Саарбрюкен се намира на 49°14" с.ш. и 7° и.д. Най-ниската точка в града се намира на надморска височина от 178,5 m, а най-високата – на 401 m. Градът е с дължина от 22,9 km от изток на запад и 16,7 km от север на юг. Границата на града е с дължина 75,8 km, от които 19,1 km с Франция.

## Инфраструктура
Градът се обслужва от летище Саарбрюкен-Енсхайм (IATA-код: SCN). В Саарбрюкен се намира основният кампус на Саарландския университет (Universität des Saarlandes). Градът има трамвайна линия, наречена Saarbahn.

## Регион
По-големи близки градове са Карлсруе (около 140 km източно), Манхайм (около 130 km североизточно), Франкфурт на Майн (185 km североизточно), Щутгарт (210 km източно), Люксембург (Люксембург, 90 km северозападно), Мец (Франция, 80 km западно), Нанси (Франция, 120 km югозападно), и Париж (Франция, 400 km западно).
Саарбрюкен е свързан посредством градски транспорт с френския град Саргемин (Sarreguemines), което позволява лесно прекосяване на границата между двете страни. Саарбрюкен е свързан и със сателитния град Фьолклинген, където се намира старата фабрика за стомана Фьолклингер Хюте (Völklinger Hütte) – първият индустриален паметник, обявен за Световно наследство от ЮНЕСКО през 1994 г.

## Икономика
Към 30 юни 2016 г. 111 006 души са назначени и безработицата в града е 11,6 %.

## Туризъм
Градът разполага с леглобаза с 3341 легла. Към 2017 г. на годишна база градът е посетен от 324 044 гости, останали в него за 544 637 нощувки.

## Образование
В Саарбрюкен има университет с 16 826 студенти през зимния семестър 2016/17 г. Други висши учебни заведения за музикална академия, художествена академия, и учебни заведения за техника и икономика и за управление.

## Известни личности
Родени в Саарбрюкен
- Ханс-Улрих Бак (1896 – 1976), офицер
- Макс Офюлс (1902 – 1957), режисьор
- Сандра (р. 1962), певица
- Валтер Шеленберг (1910 – 1951), офицер

## Побратимени градове
Саарбрюкен има партньорства с три града:
- Нант, Франция
- Тбилиси, Грузия
- Котбус, Бранденбург, Германия